# Джоузеф Лоутън Колинс
Джоузеф „Светкавицата Джо“ Лоутън Колинс (на английски: Joseph „Lightning Joe“ Lawton Collins; 1896 – 1987) е генерал от армията на Съединените американски щати. През Втората световна война, той служи и на Тихоокеанския и на Европейския военен театър. Големия му брат Джеймс Колинс Лоутън също е в армията като генерал-майор. Племенникът му Майкъл Колинс ще стане известен като командир на пилотирания модул на мисията Аполо 11 през 1969 г. и човекът, първи видял първите хора, стъпили на Луната. Той също се пенсионира като генерал-майор, но за разлика от чичо си той е бил във военновъздушните сили на САЩ.
Колинс е началник на генералния щаб на армията на САЩ през Корейската война.

## Военна кариера
Колинс е роден в Ню Орлиънс, Луизиана на 1 май 1896 г. Завършва Военната академия на САЩ през 1917 г. и е повишен в чин младши лейтенант, а по-късно е зачислен към 22-ри пехотен полк. През април на същата година Колинс е повишен в чин старши лейтенант а през май временно като капитан. Той посещава пехотната школа на армията във Форт Сил и служи с полка си на различни места от 1917 до 1919 г.
Колинс е повишен окончателно в капитан през юни 1918 г. и временно като майор. През септември същата година той става командир на 3-ти батальон, 22-ра пехотен полк във Франция, а през 1919 г. и като помощник-началник на щаб, Г-3 на американските сили в Германия от 1920 до 1921 г.

## Напредък
Генерал Колинс се жени за Гладис Естерброк през 1921. Година по-рано той отново е върнат в чин капитан, служи и като инструктор в отдел химия в Уест Пойнт от 1921 до 1925 г. Завършва курса си в пехотната школа Форт Бенинг през 1926 г. и артилерийски курс за напреднали във Форт Сил на следващата година
Той е инструктор по обучение с оръжие и тактика в пехотното училище във Форт Бенинг от 1927 до 1931 г. През август следващата година е повишен в чин майор, а по-късно отговаря за организационните задачи в 23-та бригада, Манила и адютант към щаба, Г-2 на Филипинските дивизия от 1933 до 1934 г.
Завършва Индустриалния колеж на въоръжените сили през 1937 г. и Военния колеж на Съединените американски щати на следващата година. По-късно става инструктор в Военния колеж от 1938 – 1940 г.
Той е повишен в подполковник през юни 1940 г. и става началник-щаб на VII. Корпус от 1941 г.

## Командвания като висш офицер
Колинс е повишен временно в полковник на същата тази 1941 г. По-късно през февруари 1942 г. е повишен в бригаден генерал. През май пак тази година отново го повишават но този път в генерал-майор. Генералът е началник-щаб на Хавайския отдел от 1941 до 1942 г. и командващ на 25-а пехотна дивизия „Тропична мълния“ на Оаху, в операциите срещу Япония в Гуадалканал от 1942 до 1943 г. и на Битка за Нова Джорджия от юли до октомври 1943 г.
Прехвърлен в Европа той командва VII. Корпус при Десант в Нормандия и западно-европейските кампании, довели до капитулирането на немците от 1944 до 1945 г. VII. Корпус е най-известен с водещата си роля, която изиграва в Операция Кобра.
Колинс е повишен в генерал-лейтенант през април и в бригаден генерал през юни 1945 г. Заместник-командир и началник-щаба на армията на сухопътните сили от август до декември 1945 г. Той е директор по информацията (по-късно началник на обществената информация) на армията от 1945 до 1947 г. и заместник началник-щаб на армията на САЩ от 1947 до 1949 г.
Колинс е началник-щаб на армията на САЩ от 16 август 1949 до 15 август 1953 г. Като такъв той е бил старши офицер на армията през цялата Корейската война.
Той е представител на Военния комитет на Съединените американски щати в постоянната група на НАТО от 1953 до 1954 г. Колинс е и представител на САЩ в Виетнам с ранг посланик от 1954 до 1955 г. Пенсионира се през март 1956 г.
Джоузеф Лоутън Колинс умира в Вашингтон, окръг Колумбия на 12 септември 1987 г. Погребан е в Националното гробище Арлингтън.